# Ferdinand Axmann

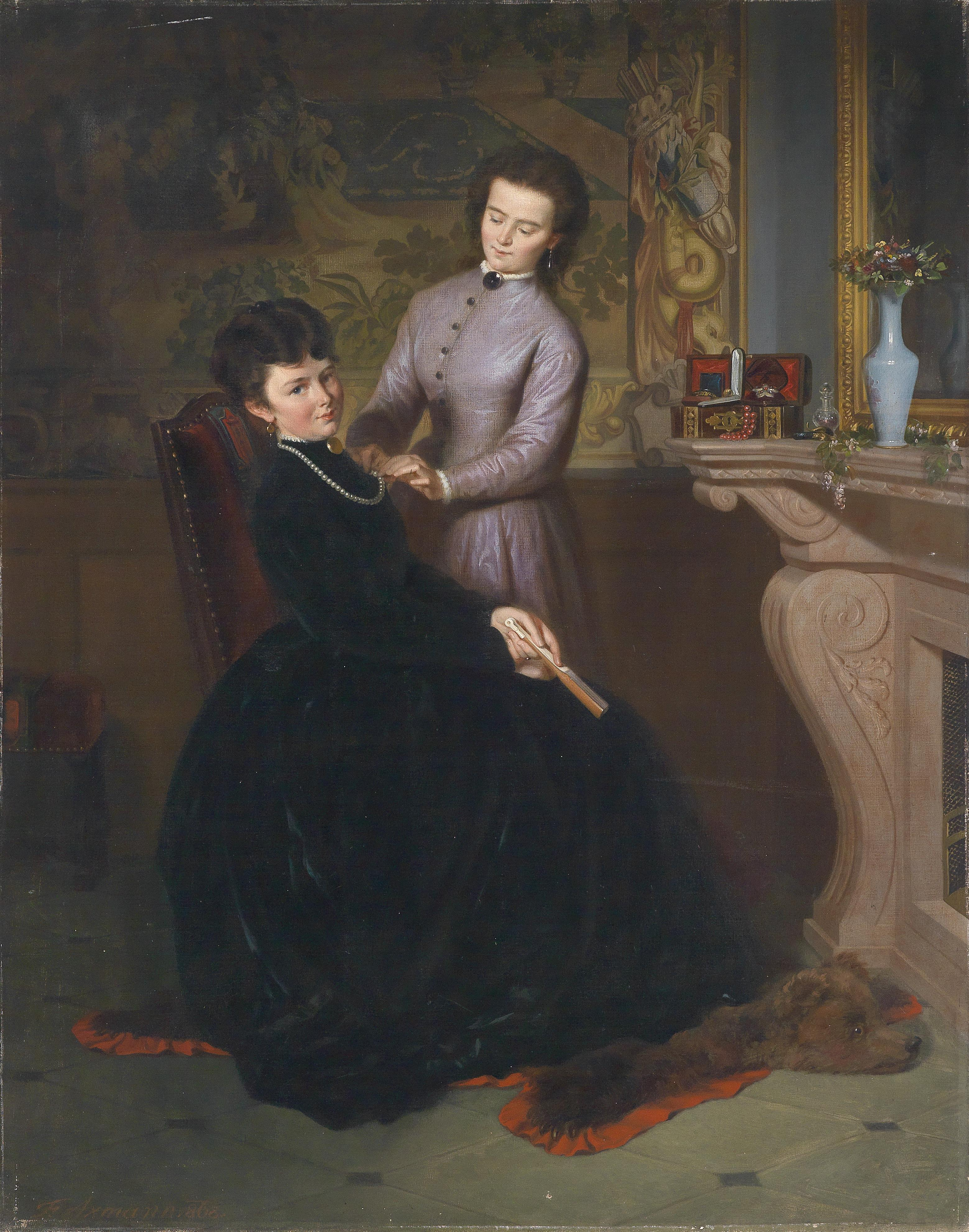
Ferdinand Axmann: Die Perlenkette, 1868

Ferdinand Axmann (* 3. November 1838 in Wien; † 15. März 1910 ebenda) war ein österreichischer Historienmaler.

## Leben
Ferdinand war der Sohn des Kupferstechers Josef Axmann, von dem er auch seinen ersten künstlerischen Unterricht erhielt. Er besuchte – unterstützt durch seinen Vater – die Malschule der Akademie der bildenden Künste in Wien; konnte aber schon bald in die Meisterklasse von Leopold Kupelwieser und Carl Rahl wechseln.
1866 berief man Axmann als Prof. für Malerei an die Oberrealschule nach Salzburg und zehn Jahre später nahm er einen Ruf in selber Funktion an die Oberrealschule zurück nach Wien an. Dort im Dritten Bezirk betraute man Axmann bald auch mit der Leitung der Pensionsgesellschaft bildender Künstler.
1897 legte Axmann nahezu alle Ämter nieder und zog sich ins Privatleben zurück. 1910 starb Ferdinand Axmann im Alter von 72 Jahren.

## Werke (Auswahl)
- Josef Axmann (Porträt)
- Franz Grillparzer (Porträt)
- Franz Stelzhamer (Porträt)
- Adalbert Stifter (Porträt)